# Marie Elisabeth Moritz

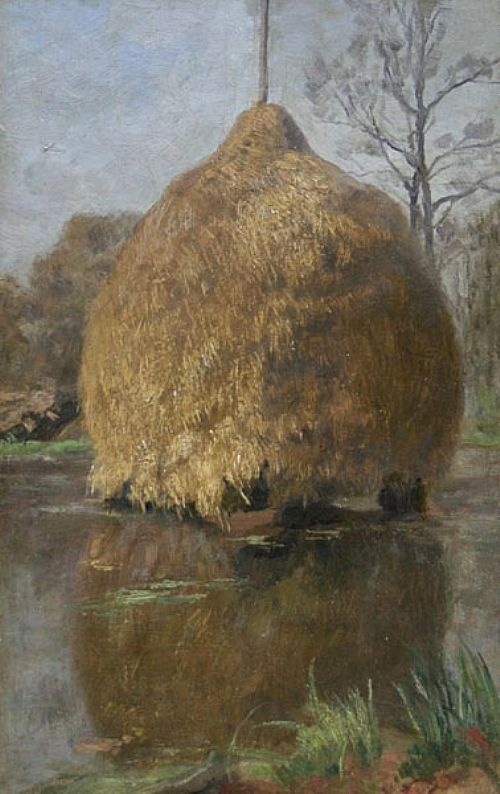
Marie Elisabeth Moritz: Heuschober im Winter

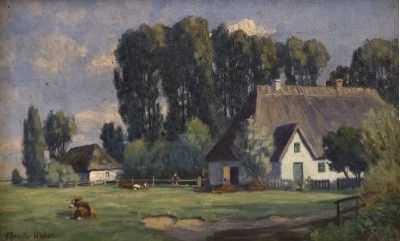
Friesenhaus auf Sylt

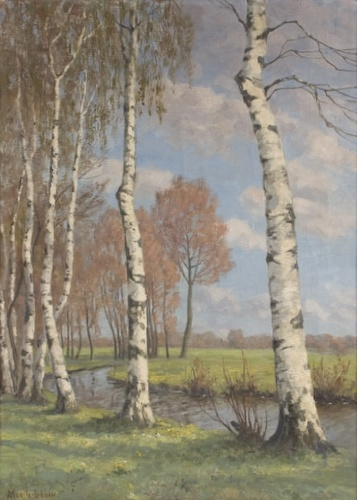
Landschaft mit Birken

Marie Elisabeth Moritz (auch Marie Moritz oder Marie Elisabeth Moritz-Lübben; * 10. November 1860 in Lübben (Spreewald); † 19. März 1925) war eine deutsche Malerin. Sie ist vor allem als so genannte Spreewald-Malerin bekannt geworden.

## Leben
Marie Elisabeth Moritz stammt aus gutbürgerlichen Lübbener Familien. Ihr Vater Friedrich Moritz wirkte als Lehrer in der Spreewald-Stadt und gab ihr Zeichenunterricht. Ihre Mutter war Charlotte Moritz (geborene Löscher).
Sie studierte in Berlin bei Ludwig Dettmann, René Grönland, Catharina Klein und Paul Vorgang und verlegte spätestens 1898 ihren Wohnsitz nach Friedenau bei Berlin.
Marie Moritz malte neben Ansichten aus Berlin und Umgebung unter anderem auch Motive von Nordseeinseln wie Sylt und Föhr. Darüber hinaus setzte sie sich immer wieder künstlerisch mit ihrer Heimatregion auseinander. Sie schuf eine große Zahl von Porträts, Stillleben sowie Landschafts- und Stadtansichten aus dem Spreewald und aus Lübben. Ihre Bilder signierte sie häufig mit Moritz-Lübben. Vor allem die stimmungsvollen Spreewaldbilder begründeten ihren Ruf als eine typische „Spreewaldmalerin“, wobei sich ihr Werk jedoch nicht darauf reduzieren lässt.
Obwohl ihre Zeichnungen und Gemälde vor allem in der ersten Hälfte des 20. Jahrhunderts sehr gefragt und beliebt waren, ist über das Leben von Marie Moritz bislang noch sehr wenig bekannt. Auch um dies zu ändern, organisierte das Museum Schloss Lübben nach mehrjähriger Vorbereitungsphase vom 21. Mai bis 20. September 2010 eine von Christina Orphal und Philip Kardel gestaltete Ausstellung mit Werken von Marie Moritz und Frieda Boehr (1877 bis 1967).

## Werke (Auswahl)
- Spreewald im Frühling, Pastell um 1900
- Flieder und zwei Singvögel, Öl auf Leinwand, 49 × 25 Zentimeter
- Im Grün geborgen (Motiv von Föhr), Öl auf Pappe 1920, 38 × 52 Zentimeter
- Heuschober im Spreewald, Pastell auf Pappe, 45 × 67,5 Zentimeter
- Motiv am kleinen Machnow, Öl auf Pappe, 35 × 47 Zentimeter
- Niederschlesisches Bauernhaus in abendlicher Beleuchtung, Öl auf Leinwand, 32 × 50 Zentimeter
- Friesenhaus auf Sylt, Öl auf Leinwand, 28 × 45 Zentimeter